# Ivan Arzhanikov
Ivan Arzhanikov (Kazachs: Иван Аржаников) (Petropavl, 23 juni 1994) is een Kazachse langebaanschaatser. Arzhanikov eindigde als 28e op de 500m bij de Olympische Winterspelen van 2022 in Peking.

## Records

### Persoonlijke records
| Afstand      | Tijd     | Datum           | Baan           |
| ------------ | -------- | --------------- | -------------- |
| 500 meter    | 34,90    | 5 december 2021 | Salt Lake City |
| 1000 meter   | 1.07,82  | 5 december 2021 | Salt Lake City |
| 1500 meter   | 1.46,17  | 4 december 2021 | Salt Lake City |
| 3000 meter   | 3.58,05  | 5 oktober 2019  | Inzell         |
| 5000 meter   | 7.03,89  | 28 maart 2018   | Astana         |
| 10.000 meter | 14.29,97 | 29 maart 2018   | Astana         |

(laatst bijgewerkt: 23 februari 2022)

## Resultaten
| Jaar | Olympische Spelen | WK Junioren                  |
| ---- | ----------------- | ---------------------------- |
| 2013 |                   | 11e 500m 18e 1000m 28e 1500m |
|      |                   |                              |
| 2022 | 28e 500m          |                              |